# Live 2003
Albums de Coldplay
A Rush of Blood to the Head (2002) X&Y
(2005)
Live 2003 est un album live du groupe de rock alternatif britannique Coldplay sorti le 11 novembre 2003. L'ensemble comprend des concerts filmés à Sydney au Hordern Pavilion, le 21 juillet 2003 et le 22 juillet 2003. Il a été nommé pour Best Music Video: formule aux Grammy Awards 2004.
La chanson Moses, exclusive à cet album, a été écrite par Chris Martin au sujet de son épouse Gwyneth Paltrow. Cette chanson a inspiré à Chris et Gwyneth le nom de leur deuxième enfant, Moses Bruce Anthony Martin, né en 2006.

## Liste de titres

### DVD
1. Politik
2. God Put A Smile Upon Your Face
3. A Rush Of Blood To the Head
4. Daylight
5. Trouble
6. One I Love
7. Don't Panic
8. Shiver
9. See You Soon
10. Everything's Not Lost
11. Moses
12. Yellow
13. The Scientist
14. Clocks
15. In My Place
16. Amsterdam
17. Life Is For Living

### CD
1. Politik - 6:36
2. God Put a Smile Upon Your Face - 4:57
3. A Rush of Blood to the Head - 6:51
4. One I Love - 5:08
5. See You Soon - 3:29
6. Shiver - 5:26
7. Everything's Not Lost - 8:48
8. Moses - 5:29
9. Yellow - 5:36
10. Clocks - 5:33
11. In My Place - 4:13
12. Amsterdam - 5:22

## Certifications
| Pays              | Certification | Ventes/Équivalence |
| ----------------- | ------------- | ------------------ |
| États-Unis (RIAA) | Or            | 500 000            |